# Arrietty : Le Petit Monde des Chapardeurs
Pour les romans à l’origine des chapardeurs, voir Les Chapardeurs.
Arrietty : Le Petit Monde des Chapardeurs (借りぐらしのアリエッティ, Karigurashi no Arietti, litt. « Arrietty l'emprunteuse ») est un film d'animation japonais du studio Ghibli sorti au Japon le 17 juillet 2010 et sorti en France le 12 janvier 2011. Il est le premier film réalisé par Hiromasa Yonebayashi, sur un scénario de Hayao Miyazaki et de Keiko Niwa. L’histoire s'inspire du tome 1 de la série de romans de fantasy pour la jeunesse, Les Chapardeurs (The Borrowers), écrit par Mary Norton en 1952, qui font le récit de personnes minuscules vivant dans les murs de maisons, habitées par des humains, dont ils chapardent la nourriture et les ressources pour survivre.
L’histoire se déroule au Japon, en 2010. Les Chapardeurs sont des petits hommes, hauts d’une dizaine de centimètres, qui vivent sous les planchers en tâchant de ne jamais être vus par les humains. Comme leur nom l’indique, ils vivent de chapardages, mais n'empruntent que le strict nécessaire. Le film relate les aventures de la jeune Chapardeuse Arrietty, 14 ans, et de sa famille logeant dans une maison sous une armoire, dans un univers plein de dangers,. L’arrivée d’un jeune garçon dans cette maison de campagne va complètement transformer l’existence de notre héroïne. Le film s’axe en effet sur la rencontre d’un jeune garçon et d’une jeune fille, ici Arrietty la chapardeuse, et Shô, jeune enfant souffrant venu se reposer une semaine dans cette vieille maison familiale. Leur rencontre est la clé de l’histoire. Malgré le lien d'amitié qui se noue entre les deux protagonistes, les autres humains habitant la maison ne témoigneront pas la même tolérance et ouverture à la famille de chapardeurs.

## Synopsis
Le film débute sur le discours de Shō, un jeune garçon qui dit qu'il se souvient encore de la semaine d'été qu'il passa dans la maison d'enfance de sa mère avec Sadako, sa grand-tante maternelle, et Haru, la gouvernante. Quand Shō arrive  pour la première fois à la maison, il voit un chat, Niya, en train d'attaquer quelque chose dans les buissons avant d'abandonner, assailli par un corbeau. Shō entraperçoit pendant quelques instants seulement Arrietty, une jeune chapardeuse, haute de quelques centimètres seulement, qui rentre chez elle à travers un soupirail.
La nuit même, Pod, le père d'Arrietty, accompagne cette dernière dans sa première mission de chapardage, afin de récupérer des mouchoirs et du sucre. Après avoir récupéré un carré de sucre dans la cuisine, ils se dirigent, en passant dans les murs, dans une chambre, où ils pénètrent dans une maison de poupée avec de l'électricité et des ustensiles de cuisine. Cependant, il s'agit de la chambre de Shō, qui ne dort pas mais qui est allongé, éveillé, sur son lit et qui surprend donc Arrietty alors qu'elle essaie de prendre un mouchoir sur sa table de chevet. Apeurée, elle laisse tomber le carré de sucre. Shō essaie de la rassurer et de la convaincre de rester, mais Pod et Arrietty retournent sans bruit chez eux.
Le jour suivant, Shō laisse le carré de sucre ainsi qu'une petite note près du soupirail où il avait aperçu Arrietty. Pod prévient sa fille de ne pas prendre le carré de sucre car leur existence doit rester secrète. Toutefois, elle fugue afin d'aller voir Shō dans sa chambre. Elle y laisse tomber le carré de sucre afin de signaler sa présence. Sans se montrer, elle demande à Shō de laisser sa famille tranquille et affirme qu'ils n'ont pas besoin de son aide. Sur le chemin du retour, Arrietty est surprise par son père. Réalisant qu'ils ont été repérés, Pod et Homily, la maman d'Arietty, décident de déménager. Shō apprend de Sadako que certains de ses ancêtres avaient remarqué la présence des chapardeurs et qu'ils avaient construit la maison de poupée pour eux, mais qu'ils n'ont plus donné signe de vie depuis.
Pod rentre blessé d'une mission de chapardage accompagné de Spiller, un chapardeur qu'il a rencontré sur le chemin et qui l'a aidé à rentrer. Il les informe qu'il existe d'autres lieux afin qu'ils puissent déménager. Pendant que Pod récupère de sa blessure, Shō enlève le parquet dissimulant la maison des chapardeurs et remplace leur cuisine par celle de la maison de poupée afin de leur montrer qu'il souhaite qu'ils restent, mais cela ne fait que les apeurer plus et les fait accélérer leurs préparatifs de départ.
Arrietty va faire ses adieux à Shō, mais au cours de la conversation, le garçon suggère à la chapardeuse qu'ils finiront bien par s'éteindre, ce à quoi Arrietty répond avec ardeur qu'ils ne se laisseront pas faire si facilement. Shō s'excuse en avouant que c'est à cause de lui qu'ils déménagent et qu'il a une maladie du cœur qui nécessite une opération dans les jours suivants, opération qui a peu de chances de réussir. Il pense ne rien pouvoir faire contre cela, annonçant que toute chose vivante finit par mourir.
Alors que Sadako est en sortie, Haru remarque que le parquet a été déplacé. Elle découvre la maison des chapardeurs et capture Homily. Alertée par les cris de sa mère, Arrietty quitte Shō avec qui elle discutait dans le jardin et part à sa recherche. Shō, attristé, retourne dans sa chambre. Haru l'y enferme et appelle une entreprise de dératisation pour capturer les autres chapardeurs. Arrietty vient à l'aide de Shō ; ils sauvent Homily et font disparaître toutes les traces de la présence des chapardeurs.
La nuit de leur départ, les chapardeurs sont découverts par le chat Niya. Incapable de dormir, Shō va se balader dans le jardin, où le chat le guide vers un ruisseau où les chapardeurs rejoignent Spiller afin de partir. Shō donne à Arrietty un carré de sucre et lui dit que son courage et sa détermination l'ont convaincu de vouloir se battre contre sa maladie. Arrietty, en souvenir, lui donne sa pince à cheveux. Arrietty et les autres chapardeurs s'enfuient alors dans une théière qui vogue au fil de l’eau vers leur nouvelle demeure.

## Fiche technique
- Titre original : Karigurashi no Arrietty (借りぐらしのアリエッティ?)
- Titre français : Arrietty, le petit monde des chapardeurs[3]
- Titre anglais : The Secret World of Arrietty
- Réalisation : Hiromasa Yonebayashi
- Scénario : Hayao Miyazaki et Keiko Niwa, d'après le roman Les Chapardeurs de Mary Norton
- Musique : Cécile Corbel, Simon Caby[6]
- Production : Toshio Suzuki pour le studio Ghibli
- Photographie : Atsushi Okui[6]
- Montage : Rie Matsubara, Hiromi Sasaki, Takeshi Seyama[6]
- Dirrection Artistique : Yôji Takeshige, Noboru Yoshida[6]
- Département artistique :

| Kazuko Karube        | Assistant coloriste        |
| Eiko Matsushima      | Assistant coloriste        |
| Naomi Mori           | Coloriste clé              |
| Yukie Tamura         | Assistant coloriste        |
| Hiromasa Yonebayashi | Responsable du scénarimage |

- Effet Spéciaux : Keiko Itogawa

- Sociétés de distribution :
  -  Toho
  -    Walt Disney Pictures/Disney France
  -  Optimum Releasing
- Langue originale : japonais
- Société de doublage : Dubbing Brothers (France)
- Durée : 94 minutes
- Dates de sortie :
  - Japon : 17 juillet 2010
  - France : 30 novembre 2010 (avant-première au Ciné Cité des Halles à Paris avec Hiromasa Yonebayashi et Cécile Corbel) ; 12 janvier 2011 (sortie nationale)
  - Belgique : 6 avril 2011
  - Suisse: 25 Janvier 2011
  - États-Unis, Canada : 17 février 2012

## Distribution

### Voix japonaises
- Mirai Shida : Arrietty
- Ryunosuke Kamiki : Shō
- Tomokazu Miura : Poddo
- Kirin Kiki : Haru
- Shinobu Ōtake : Homily
- Keiko Takeshita : Sadako
- Tatsuya Fujiwara : Spiller

### Voix françaises
- Adeline Chetail : Arrietty
- Thomas Sagols : Shō
- Pierre-François Pistorio : Poddo
- Michèle Bardollet : Haru
- Brigitte Virtudes : Homily
- Hélène Otternaud : Sadako
- Damien Ferrette : Spiller
- Cédric Dumond : le livreur
- Philippe Bozo : Dératiseur #1
- Fabrice Fara : Dératiseur #2

Source : Fiche de doublage Voxofilm

## Production
Avant l’adaptation du studio Ghibli, l’univers des Chapardeurs, créé par Mary Norton avait été primé par la Médaille Carnegie, prix décerné pour la littérature pour enfants, en 1959. L'œuvre avait déjà fait l’objet de plusieurs adaptations, dont une au cinéma en images réelles : Le Petit Monde des Borrowers, de Peter Hewitt, en 1997.
Karigurashi no Arrietty est le premier film réalisé par Hiromasa Yonebayashi. Encore inconnu du grand public, Yonebayashi est directeur adjoint d’animation au studio Ghibli et a déjà collaboré à de nombreux films, dont Le Château ambulant et Ponyo sur la falaise.
Le 16 décembre 2009, le Studio Ghibli annonce que le film paraîtra en 2010.

### Promotion
Pour la promotion du film, au musée d'arts contemporains de Tokyo (東京都現代美術館, Tōkyō-to gendai bijutsukan) on pouvait se promener dans un décor réalisé à l'échelle des Chapardeurs, cette création est l'œuvre du chef décorateur et production designer Yohei Taneda.
Le 10 février 2012, Disney annonce une exposition sur cette production de Ghibli au El Capitan Theatre à Los Angeles du 17 février au 8 mars 2012 à l'occasion de la sortie du film Arriety (2011) aux États-Unis.

## Bande originale

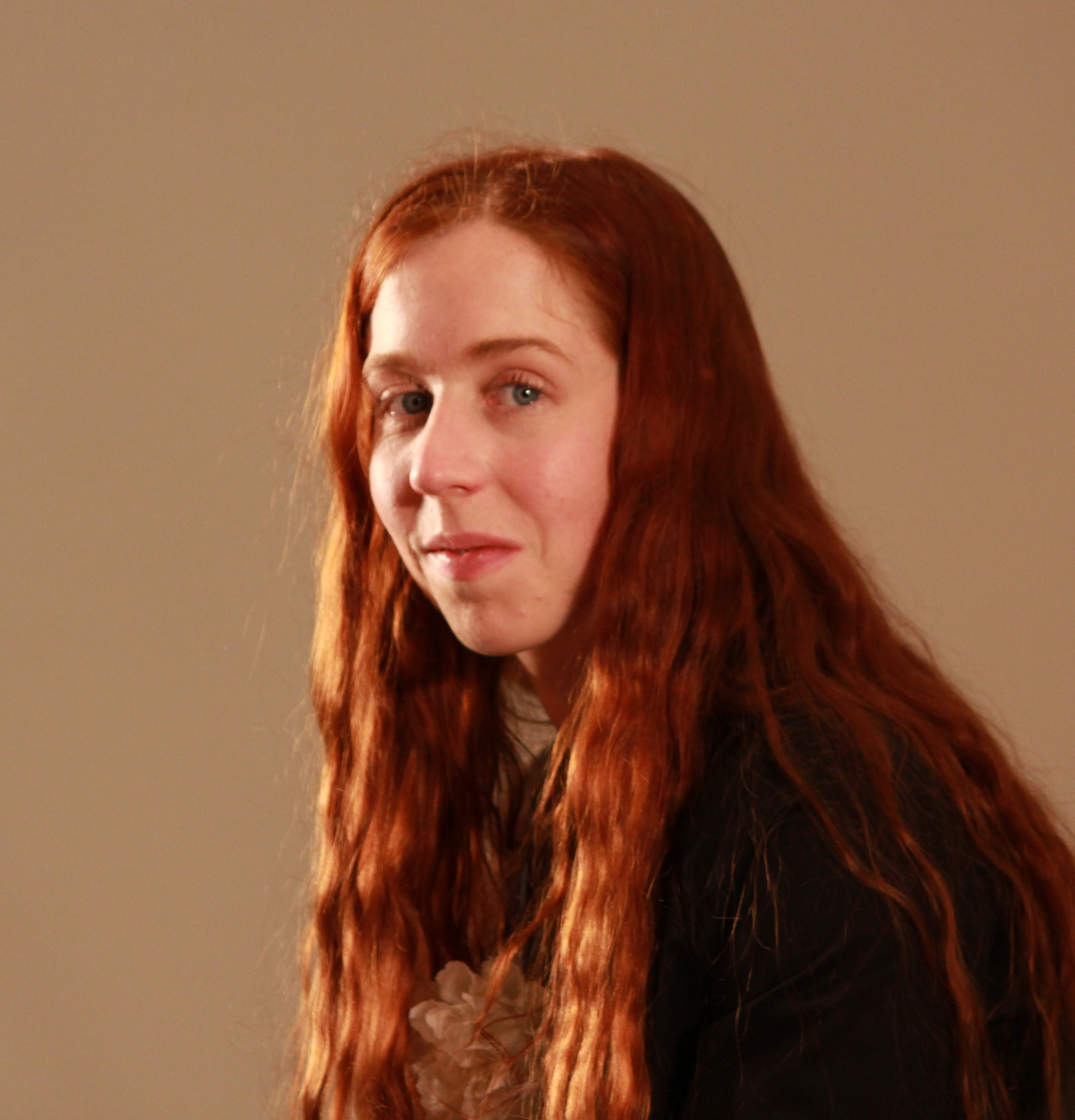
Cécile Corbel - 2010 à Tôkyô, pour la sortie de la bande-son du film

La chanson principale du film a été composée par la musicienne bretonne Cécile Corbel, harpiste celtique et chanteuse. La musicienne a été associée au projet après avoir envoyé son album Songbook volume 2 (à la fin duquel elle a crédité le Studio Ghibli dans les remerciements, pour la source d'inspiration que ses films avaient été pour elle) au studio d'animation. Toshio Suzuki a répondu à son envoi une semaine plus tard; il avait été interpelé par l'adresse écrite à la main sur l'enveloppe, qui se distinguait des autres albums qu'ils pouvaient recevoir. La chanson d'Arrietty est disponible au Japon sur support numérique depuis le 19 décembre 2009 et a été diffusé pour la première fois sur la chaîne NTV le 5 février 2010. La sortie française du CD de la bande originale du film a été confiée au label de Kazé, Wasabi Records. Les morceaux instrumentaux du film sont composés par Simon Caby et Cécile Corbel. C'est la première fois que le studio Ghibli fait appel à des compositeurs non japonais. Le single principal de l'album est la chanson du générique "Arrietty's Song" , qui atteindra la 98e place du Japan Hot 100. Les titres de l'album sont les suivants : 
| The Neglected Garden                                | 4:13 |
| Our House Below (Film Version)                      | 3:29 |
| Our House Below (Instrumental Version)              | 2:28 |
| The Doll House (Instrumental Version)               | 2:59 |
| Sho's Lament (Instrumental Version N°1)             | 2:48 |
| Arrietty's Song (Instrumental Version)              | 3:32 |
| The Neglected Garden (Instrumental Version)         | 1:14 |
| Sho's Waltz                                         | 2:44 |
| Spiller (Instrumental Version)                      | 2:01 |
| Rain (Instrumental Version)                         | 1:09 |
| The Wild Waltz                                      | 3:03 |
| Sho's Lament (Instrumental Version N°2)             | 3:14 |
| An Uneasy Feeling                                   | 3:13 |
| With You                                            | 2:38 |
| The House Is In Silence                             | 1:28 |
| Sho's Song (Instrumental Version)                   | 3:17 |
| Precious Memories                                   | 2:03 |
| Goodbye My Friend (Instrumental Version)            | 2:50 |
| I Will Never Forget You                             | 2:21 |
| Arrietty's Song (Theme Song - Original Version)     | 3:31 |
| Bonus Tracks                                        |      |
| Tears In My Eyes                                    | 2:36 |
| Goodbye My Friend                                   | 2:55 |
| La Chanson D'Arrietty (Theme Song - French Version) | 3:30 |

## Accueil critique

### En France
Arrietty reçoit un accueil critique globalement favorable : en juin 2011, le site Allociné attribue au film une note moyenne de 3,74/5 à partir de l'interprétation de 23 critiques de presse.

## Box-office
En date du 19 avril 2012, les recettes du film totalisent 145,11 millions de dollars américains dont 18 749 116 $ en Amérique du Nord, 110 013 058 $ au Japon et 7 010 476 $ en France.

### Au Japon
Le film sort le 17 juillet 2010 au Japon. À la mi-octobre, il a attiré plus de 7,5 millions de spectateurs, une performance encore inégalée pour un premier film d’un réalisateur japonais.

### En France
Le film est sorti en France le 12 janvier 2011 et a réalisé le meilleur démarrage à Paris le jour de sa sortie avec 2 068 entrées rassemblées sur 18 copies, et a rassemblé 183 156 spectateurs au cours de sa première semaine d'exploitation sur 205 copies. En juin 2011, le film cumulait 933 050 entrées en France, soit la troisième meilleure performance pour un film du studio Ghibli dans le pays, derrière Le Voyage de Chihiro et Le Château ambulant.

### Amérique du Nord
À sa sortie, Arrietty réussit le meilleur démarrage pour un film du studio Ghibli en Amérique du Nord, dépassant le seuil atteint jusque-là par Ponyo sur la falaise. Projeté sur 1 522 écrans, le film atteint la neuvième place au box-office nord-américain pour sa première fin de semaine d'exploitation en salle.

## Distinctions
En février 2011, le film remporte le prix du Film d'animation de l'année (Animation of the Year) de la Japan Academy.
| Année | Award                                        | Categorie                                    | Bénéfciaire                                      | Résultat |
| ----- | -------------------------------------------- | -------------------------------------------- | ------------------------------------------------ | -------- |
| 2011  | 34th Japan Academy Prize                     | Animation of the Year                        |                                                  | Gagné    |
| 2011  | 10th Tokyo Anime Awards                      | Animation of the Year                        |                                                  | Gagné    |
| 2012  | 25th Chicago Film Critics Association Awards | Best Animated Feature                        |                                                  | Nommé    |
| 2012  | 14th Golden Tomato Awards                    | Best Reviewed Animated Film                  |                                                  | Gagné    |
| 2012  | 16th Online Film Critics Society Awards      | Best Animated Feature                        |                                                  | Nommé    |
| 2012  | 10th International Cinephile Society Awards  | Best Animated Feature                        |                                                  | Gagné    |
| 2012  | 13th Golden Trailer Awards                   | Best Anime Trailer                           | Walt Disney Studios Motion Pictures Trailer Park | Gagné    |
| 2012  | 13th Golden Trailer Awards                   | Best Foreign Animation/Family Trailer        | Studio Canal The Films Editors                   | Gagné    |
| 2012  | 13th Golden Trailer Awards                   | The Don LaFontaine Award for Best Voice Over | Studio Canal                                     | Gagné    |
| 2012  | 13th Golden Trailer Awards                   | Best Foreign Animation/Family Trailer        | Walt Disney Studios Motion Pictures Trailer Park | Nommé    |
| 2013  | 21st MovieGuide Awards                       | Best Film for Families                       |                                                  | Nommé    |

## Édition en vidéo
Le long-métrage d'animation est sorti en DVD (région 2) et Blu-Ray (région A) au Japon le 17 juin 2011. Les deux versions comprennent des sous-titres en japonais et en anglais.
En France, Buena Vista Home Video a édité Arrietty en DVD (région 2) et Blu-Ray (région B) le 28 septembre 2011.
Au Royaume-Uni, le film est distribué en DVD (région 2) et Blu-Ray (région B) par StudioCanal. En Amérique du Nord, Disney a annoncé la sortie du film en DVD et Blu-Ray (2 disques) pour le 22 mai 2012.

## Produits dérivés
Arrietty a également été publié sous la forme d'une série de mangas, faite de quatre volumes et publiée au Japon par Tokuma Shoten Publishing Co., Ltd. La compagnie VIZ Media a publié la version anglaise du manga en janvier 2012.